# شهرستان مک‌مین (تنسی)
شهرستان مک‌مین، تنسی (به انگلیسی: McMinn County, Tennessee) یک سکونتگاه مسکونی در ایالات متحده آمریکا است که در تنسی واقع شده‌است.

## خصوصیات
شهرستان مک‌مین ۱٬۱۱۹ کیلومترمربع مساحت دارد.